# قوشخانة عليا
قوشخانة عليا هي قرية في مقاطعة تكاب، إيران. يقدر عدد سكانها بـ 17 نسمة بحسب إحصاء 2016.